# آراف‌ای هبه (ای۴۰۶)
آراف‌ای هبه (ای۴۰۶) (به انگلیسی: RFA Hebe (A406)) یک کشتی بود که طول آن ۳۷۹ فوت ۳ اینچ (۱۱۵٫۶۰ متر) بود. این کشتی در سال ۱۹۶۲ ساخته شد.